# Łętownia (gmina)
Łętownia (od 1973 Tokarnia) – dawna gmina wiejska istniejąca w latach 1934–1954 w woj. krakowskim (dzisiejsze woj. małopolskie). Siedzibą władz gminy była Łętownia.
Gmina zbiorowa Łętownia została utworzona 1 sierpnia 1934 roku w powiecie myślenickim w woj. krakowskim z dotychczasowych jednostkowych gmin wiejskich: Krzeczów, Łętownia, Naprawa, Skomielna-Czarna, Tokarnia i Więciórka. Według stanu z dnia 1 lipca 1952 roku gmina składała się z 7 gromad: Bogdanówka, Krzeczów, Łętownia, Naprawa, Skomielna Czarna, Tokarnia i Więciórka. 
Gmina została zniesiona 29 września 1954 roku wraz z reformą wprowadzającą gromady w miejsce gmin. Jednostki nie przywrócono 1 stycznia 1973 roku po reaktywowaniu gmin, utworzono natomiast jej terytorialny odpowiednik, gminę Tokarnia